# Lazer Sword
I Lazer Sword sono stati un gruppo musicale statunitense fondato a San Francisco.

## Storia
I Lazer Sword, il cui nome si ispira a quello di un'impostazione preselezionata di un touchpad Korg Kaoss Pad in loro possesso, hanno pubblicato alcuni singoli e mixtape prima di pubblicare l'omonimo album d'esordio (2010), il cui sound futurista mischia dubstep, musica glitch e riferimenti al West Coast rap. Il disco presenta alcune collaborazioni con musicisti hip-hop fra cui M. Sayyid degli Antipop Consortium e Myka 9 dei Freestyle Fellowship. Ad esso è seguito il più elaborato Memory (2012), che "affina il processo di contaminazione fra stili e influenze" e include collaborazioni con Machinedrum e Jimmy Edgar. La formazione si è sciolta durante gli anni dieci del nuovo millennio.

## Formazione
- Antaeus Roy - strumentazione elettronica
- Bryant Rutledge - strumentazione elettronica

## Discografia

### Album
- 2010 - Lazer Sword
- 2012 - Memory

### EP e singoli
- 2009 - Gucci Sweatshirt
- 2010 - Shot In The Nite / Koopa Boss Mode
- 2010 - Batman
- 2011 - Sounds Sane / Klock

### Altro
- 2008 - Blap To The Future Megamix (DJ Mix uscito in formato digitale)